# Liste der Baudenkmale in Dargelin
In der Liste der Baudenkmale in Dargelin sind alle denkmalgeschützten Bauten der Gemeinde Dargelin (Mecklenburg-Vorpommern) und ihrer Ortsteile aufgelistet. Grundlage ist die Veröffentlichung der Denkmalliste des Landkreises Ostvorpommern mit dem Stand vom 30. Dezember 1996. 

## Baudenkmale nach Ortsteilen

### Dargelin
| ID | Lage                   | Bezeichnung | Beschreibung | Bild |
| -- | ---------------------- | ----------- | ------------ | ---- |
|    | Dorfstraße 1/2 (Karte) | Büdnerei    |              |      |
|    | (Karte)                | Gutshaus    |              |      |

### Dargelin Hof
| ID | Lage    | Bezeichnung | Beschreibung | Bild |
| -- | ------- | ----------- | ------------ | ---- |
|    | (Karte) | Wohnhaus    |              |      |

### Alt Negentin
| ID | Lage | Bezeichnung                                                                    | Beschreibung | Bild |
| -- | ---- | ------------------------------------------------------------------------------ | ------------ | ---- |
|    |      | Zufahrt zur ehem. Gutsanlage (Allee mit Kopfsteinpflasterstraße und Sommerweg) |              |      |

## Quelle
- Bericht über die Erstellung der Denkmallisten sowie über die Verwaltungspraxis bei der Benachrichtigung der Eigentümer und Gemeinden sowie über die Handhabung von Änderungswünschen (Stand: Juni 1997; PDF, 934 kB)